# Harold Mayot
Harold Mayot (* 4. února 2002 Mety) je francouzský profesionální tenista, v roce 2020 juniorská světová jednička. Na challengerech ATP a okruhu ITF získal po dvou titulech ve dvouhře i čtyřhře.
Na žebříčku ATP byl ve dvouhře nejvýše klasifikován v říjnu 2024 na 103. místě a ve čtyřhře v září téhož roku na 255. místě. Trénují ho Thierry Tulasne a Andrea Morlet.

## Tenisová kariéra
V juniorském tenise vyhrál Australian Open 2020 po finálovém vítězství nad krajanem  Arthurem Cazauxem. Vylepšil tím semifinálové maximum z Wimbledonu 2019 a jako první Francouz  od Geoffreyho Blancaneauxa na French Open 2016 ovládl grandslam v této věkové kategorii. Po skončení se 3. února 2020, den před 18. narozeninami, stal juniorskou světovou jedničkou na kombinovaném žebříčku ITF. Na čele kasifikace setrval do konce sezóny omezené koronavirovou pandemií.
Na okruhu ATP Tour debutoval dva týdny po grandslamovém triumfu, když do únorového Open 13 Provence 2020 v Marseille obdržel divokou kartu do dvouhry a s Cazauxem i čtyřhry. V ní jim stopku vystavili pozdější vítězové Nicolas Mahut s Vaskem Pospisilem. Časnou porážku v singlové soutěži utržil od 35letého krajana Gillese Simona ze šesté desítky žebříčku.   Do grandslamu poprvé zasáhl na French Open 2020 opět díky divokým kartám do dvouhry a s Cazauxem i čtyřhry. V prvním kole nenašel recept na Španěla Alejandra Davidoviche Fokinu. Singlový zápas na túře ATP premiérově vyhrál ve Wimbledonu 2023, kde prošel tříkolovou kvalifikací. Ve wimbledonské dvouhře vyřadil krajana Benjamina Bonziho, než jej zastavil antukář Guido Pella, přestože vstoupil do zápasu ziskem setu. Argentinci kvůli zranění kolena, a absenci na okruhu, patřila až 308. příčka žebříčku.
Do čtvrtfinále na okruhu ATP Tour poprvé postoupil během listopadového Moselle Open 2023 v rodných Metách, po zvládnutí kvalifikační soutěže. Přes sedmdesátého devátého hráče žebříčku Josukeho Watanukiho a o šest míst níže postaveného Grégoireho Barrèreho prošel do čtvrtfinálové fáze. V ní jeho účast ukončil pozdější šampion Ugo Humbert, krajan figurující ve třetí světové desítce. Sezónu 2024 otevřel vyřazením v kvalifikačním kole Australian Open s českým teenagerem Jakubem Menšíkem, a čtvrtfinálem na Open Sud de France. V jihofrancouském Montpellier zdolal jako 144. muž pořadí krajany postavené rovněž mimo elitní stovku, Lucase Pouilleho a Benoîta Paireho, než jej vyřadila kanadská světová třicítka Félix Auger-Aliassime.
V sérii Masters se poprvé představil na Miami Open 2024 poté, co v závěru kvalifikace přehrál Goffina. Do hlavní soutěže vstoupil dvousetovou porážkou od Němce Daniela Altmaiera. Debutovou účast v kategorii ATP 500, na Barcelona Open 2024, proměnil ve druhé kolo. Před jeho třetí sadou však skrečoval Cameronu Norriemu kvůli zranění kyčle. Přestože nezvládl kvalifikační kolo antukového Internazionali BNL d'Italia 2024, římskou dvouhry si zahrál jako šťastný poražený po odstoupení Macháče. V jejím úvodu nestačil na příslušníka čtvrté světové desítky Mattea Arnaldiho. První výhry na Mastersech dosáhl na Mutua Madrid Open 2025, kde vyřadil krajana Corentina Mouteta. Ve druhém kole podlehl Argentinci Franciscu Cerundolovi.

## Tituly na challengerech ATP a okruhu ITF
| Legenda                  |
| ------------------------ |
| D – dvouhra; Č – čtyřhra |
| Challengery (0 D; 0 Č)   |
| ITF (2 D; 2 Č)           |

### Dvouhra (2 tituly)
| Č. | datum         | turnaj                     | okruh             | povrch | poražený finalista | výsledek      |
| -- | ------------- | -------------------------- | ----------------- | ------ | ------------------ | ------------- |
| 1. | listopad 2019 | Villers-lès-Nancy, Francie | World Tennis Tour | tvrdý  | Ronan Joncour      | 6–4, 6–2      |
| 2. | leden 2022    | Monastir, Tunisko          | World Tennis Tour | tvrdý  | Čong Jun-song      | 6–4, 0–6, 6–4 |

### Čtyřhra (2 tituly)
| Č. | datum         | turnaj                | okruh             | povrch | spoluhráč               | poražení finalisté              | výsledek         |
| -- | ------------- | --------------------- | ----------------- | ------ | ----------------------- | ------------------------------- | ---------------- |
| 1. | listopad 2019 | Saint-Dizier, Francie | World Tennis Tour | tvrdý  | Antoine Cornut-Chauvinc | Benjamin Bonzi Corentin Denolly | 6–4, 0–6, [10–8] |
| 2. | srpen 2023    | Lesa, Itálie          | World Tennis Tour | antuka | Alessandro Bega         | Pietro Rondoni Andrea Basso     | 6–3, 6–1         |

## Finále na juniorském Grand Slamu

### Dvouhra juniorů: 1 (1–0)
| Stav  | rok  | turnaj          | povrch | soupeř ve finále | výsledek |
| ----- | ---- | --------------- | ------ | ---------------- | -------- |
| Vítěz | 2020 | Australian Open | tvrdý  | Arthur Cazaux    | 6–4, 6–1 |